# Poschiavo
Poschiavo é uma comuna da Suíça, no Cantão Grisões, com cerca de 3.491 habitantes. Estende-se por uma área de 190,95 km², de densidade populacional de 18 hab/km². Confina com as seguintes comunas: Brusio, Chiuro (IT-SO), Grosio (IT-SO), Grosotto (IT-SO), Lanzada (IT-SO), Livigno (IT-SO), Pontresina, Valdidentro (IT-SO).
A língua oficial nesta comuna é o Italiano.